# Romilly
Romilly ist eine französische Gemeinde mit 155 Einwohnern (Stand: 1. Januar 2022) im Département Loir-et-Cher in der Region Centre-Val de Loire. Sie gehört zum Kanton Le Perche im Arrondissement Vendôme. Die Einwohner werden Romilliciens genannt.

## Geografie
Die Gemeinde Romilly liegt etwa 56 Kilometer nordnordwestlich von Blois in der Landschaft Le Perche an der Quelle des Flusses Boulon. Im Südosten der Gemeinde verläuft der LGV Atlantique. Umgeben wird Romilly von den Nachbargemeinden La Chapelle-Vicomtesse im Norden, Chauvigny-du-Perche im Osten, La Ville-aux-Clercs im Südosten, Danzé im Süden, Beauchêne im Südwesten und Westen sowie Saint-Marc-du-Cor im Westen und Nordwesten.

## Bevölkerungsentwicklung
| Jahr                       | 1962 | 1968 | 1975 | 1982 | 1990 | 1999 | 2011 | 2022 |
| -------------------------- | ---- | ---- | ---- | ---- | ---- | ---- | ---- | ---- |
| Einwohner                  | 253  | 216  | 209  | 200  | 189  | 169  | 178  | 155  |
| Quellen: Cassini und INSEE |      |      |      |      |      |      |      |      |